# Репище (Одинцовський район)
Репище (рос. Репище) — село в Одинцовському районі Московської області Російської Федерації.

## Розташування
Село Репище входить до складу міського поселення Кубинка, воно розташоване на захід від Кубинки, між Можайським та Мінським шосе. Найближча залізнична станція Кубинка-1.

## Населення
Станом на 2006 рік у селі проживало 58 осіб.